# Lothar Warneke
Lothar Warneke (Lipsia, 15 settembre 1936 – Brandeburgo, 5 giugno 2006) è stato un regista, sceneggiatore e attore tedesco.

## Filmografia parziale

### Regista e sceneggiatore
- Addio, piccola mia (1979)
- Unser kurzes Leben (1981)
- Die Beunruhigung (1982)
- Eine sonderbare Liebe (1984)
- Einer trage des anderen Last (1988)

### Attore
- Das Kaninchen bin ich, regia di Kurt Maetzig (1965)
- Mit mir nicht, Madam!, co-regista con Roland Oehme (1969)
- Das zweite Leben des Friedrich Wilhelm Georg Platow, regia di Siegfried Kühn (1973)
- Glück im Hinterhaus, regia di Herrmann Zschoche (1980)
- Eine sonderbare Liebe, anche regista (1984)
- Wenn du groß bist, lieber Adam, regia di Egon Günther (1990)